# Marcha Popular Indignada

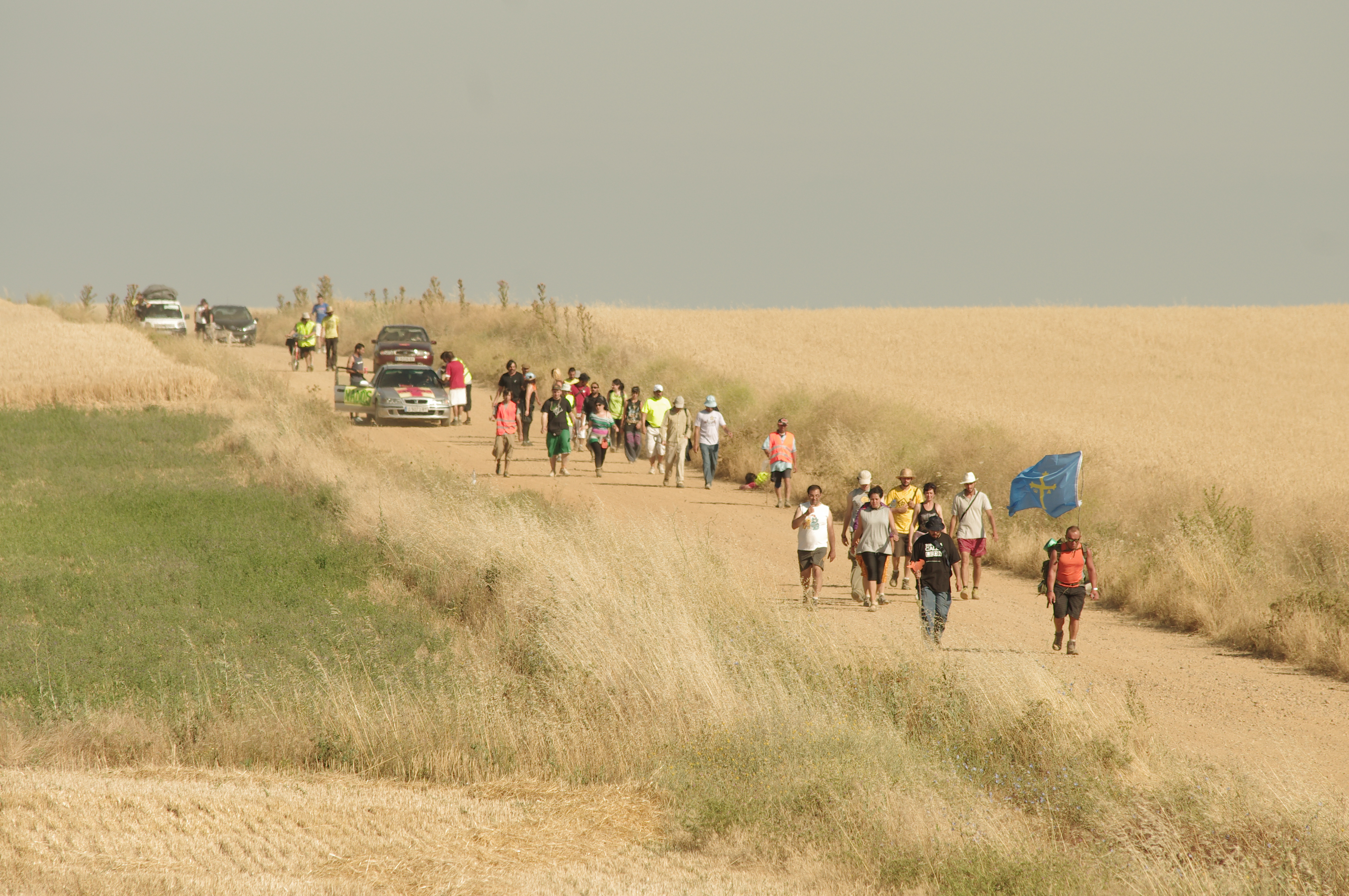
La Columna Noroeste de la Marcha Indignada.

La Marcha Popular Indignada fue una movilización social pacífica que tuvo lugar en España en el marco de las protestas de 2011 en dicho país. Los indignados partieron a pie o en bicicleta entre el 20 y el 25 de junio de 2011 desde 16 ciudades españolas hacia la Puerta del Sol de Madrid, para sumarse a la manifestación del 23 de julio de 2011 y la celebración del "II Encuentro Estatal del 15-M" y el I Foro Social 15-M.
La Marcha Popular Indignada fue seguida por la Marcha Internacional a Bruselas que partió días después de las ciudades de Madrid, Barcelona, Toulouse, Ámsterdam y Aquisgrán, pasó por París el 17 de septiembre y llegó a Bruselas el 8 de octubre.

## Propósito
El motivo de la marcha fue difundir las ideas del Movimiento 15-M en los pueblos del interior del país, denunciar el caso omiso del Gobierno hacia las zonas rurales y proponer el método asambleario para la propuesta y difusión de ideas. Se fueron celebrando asambleas en cada localidad que la marcha visitaba, con el ánimo de dar voz a todas las inquietudes y propuestas de estos pueblos para ponerlas en común a la llegada a Madrid y hacerlas llegar al Gobierno.

## Logística
La Marcha Popular Indignada se dividió en varias columnas, siendo éstas:
- Ruta Noroeste: partió de Santiago de Compostela, Pontevedra, Vigo, Orense, Ferrol, Avilés y Gijón.
- Ruta Norteña: partió de Santander, Bilbao y Pamplona.
- Ruta Nororiental: partió de Barcelona.
- Ruta Este: partió de Valencia y Murcia.
- Ruta Suroriental: partió de Málaga y Motril.
- Ruta Sureña: partió de Cádiz.
- Ruta Murcia: partió de Murcia.
- Ruta N-II: partió de Zaragoza.

## Llegada a Madrid

### Sábado 23 de julio
Llegan a Madrid las siete columnas de caminantes de la Marcha Popular Indignada partieron a pie el 20 de junio hacia la capital, provenientes de todos los puntos de España en una marea de chalecos reflectantes. Se produjo la unión de caminantes y simpatizantes de todas las zonas de Madrid, teniendo lugar una manifestación improvisada, debido a que miles de personas colapsaron el camino al centro de Madrid. Las siete marchas confluyeron a las 21.00 en la Puerta del Sol, entre vítores y abrazos colectivos, y culminó en un acto de puesta en común las experiencias del viaje, la problemática social, política y económica encontrada en el camino y de las propuestas recogidas en los pueblos, para llevar a debate en Madrid. Se establece una acampada provisional en el Paseo del Prado para alojar al más de un millar de caminantes que llegó a Madrid.

### Domingo 24 de julio
Por la mañana, los acampados en el Paseo del Prado cortan el tráfico de la Plaza de Cibeles debido al boicot realizado por el Ayuntamiento de Madrid, que les cortó el agua y cerrado los servicios.
A las 19:00 se celebra en Madrid una manifestación con el lema "No es una crisis, es el sistema", que parte desde la Estación de Atocha hasta la Puerta del Sol, con manifestantes procedentes de asambleas populares de todo el país llegados en más de un centenar de autocares. Durante la marcha, aparecieron manos rojas y se fijaron carteles en las fachadas de bancos y ministerios con la leyenda de "CULPABLES" en alusión a la crisis actual, los rescates hechos por el Gobierno a la banca y los recortes en política social. Debido a la afluencia, se bifurcó en dos columnas para evitar masificaciones, partiendo una hacia Gran Vía y dejando pancartas en el Edificio de Telefónica.
La manifestación terminó con una protesta espontánea a las puertas del Congreso de los Diputados, que terminó acampando delante de los dispositivos policiales dispuestos para la ocasión.

### Lunes 25 de julio
Cientos de indignados procedentes de toda España celebran el I Foro Social 15-M para plantear estrategias de cara al próximo otoño. En el Palacio de Cristal del Parque del Retiro tienen lugar reuniones de coordinación, política o economía, contando esta última con la presencia del Premio Nobel de Economía en 2001 Joseph Stiglitz, que apareció para mostrar su apoyo al Movimiento 15-M.
La acampada frente al cordón del Congreso de los Diputados prosigue con medio centenar de manifestantes.

### Martes 26 de julio
La Marcha Popular Indignada parte a pie rumbo a Bruselas, formada por gente de todos los estratos sociales, desde estudiantes, padres de familia o desempleados a gente sin hogar. Se unirá a otras marchas procedentes de Toulouse y Aquisgrán donde prevé llegar el 8 de octubre, para llegar a tiempo a la manifestación del 15 de octubre convocada por Democracia Real Ya a nivel mundial y entregar las propuestas al Parlamento Europeo.

### Miércoles 27 de julio
En Madrid, la acampada del Paseo del Prado sufre un intento de desalojo por parte de la Policía Nacional. Una veintena de indignados cortó el tráfico en tres de los cuatro carriles del Paseo, produciéndose una carga violenta por parte de la policía, que terminó con una docena de heridos. En repulsa por la violencia, se manifestaron 500 personas desde la Fuente de Neptuno hacia Gran Vía, y de vuelta hasta el Congreso de los Diputados, con la lectura de un manifiesto en la Puerta del Sol.
Mientras tanto, algunos miembros del Movimiento pasan el cordón policial vestidos de gala y logran entrar al Congreso de los Diputados, donde entregan en el registro un documento en el que se hace un análisis de la problemática encontrada durante la Marcha Popular. El diputado Gaspar Llamazares se compromete a leerlo en el Congreso y lo hizo llegar al Presidente del Gobierno, dejando claro su total desvinculación con el Movimiento 15-M.